# 木の鬚

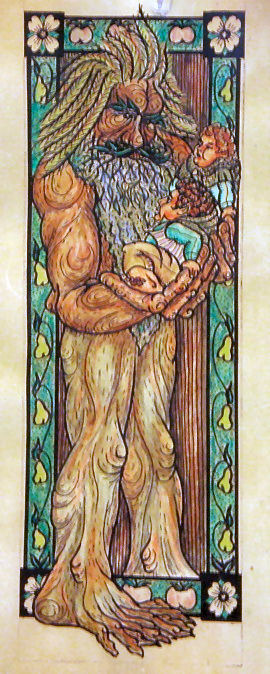
ホビットを抱えた木の鬚

木の鬚（きのひげ、 英: Treebeard）は、J・R・R・トールキンの中つ国を舞台とした小説、『指輪物語』の登場人物。木に似た姿をした種族エントの長老。エルフはかれをファンゴルン（Fangorn）と呼び、「木の鬚」はその共通語への翻訳である。かれとエントたちの住む森もまたファンゴルンと呼ばれる。
『二つの塔』で登場し、オークにさらわれ指輪の仲間から離散した二人のホビット、メリーとピピンを保護したのち、エントたちを率いてサルマンの支配するアイゼンガルドを破壊した。また大勢のフオルンをヘルム峡谷へ送り、オークを掃討した。かれの発する『フーム、ホム』などの感動詞は、トールキンの友人であるC・S・ルイスの癖を参考にしたものだということ。